# 6-Methyl-2-thiouracil
6-Methyl-2-thiouracil ist eine chemische Verbindung aus der Gruppe der Thioamide.

## Gewinnung und Darstellung
6-Methyl-2-thiouracil kann durch Kondensation von Thioharnstoff (1) mit Ethylacetoacetat (2) hergestellt werden.

## Eigenschaften
6-Methyl-2-thiouracil ist ein farbloser bis hellgelber, geruchloser, kristalliner Feststoff mit bitterem Geschmack.

## Verwendung
6-Methyl-2-thiouracil wurde als synthetisches Thyreostatikum eingesetzt. Seine Verwendung als Masthilfsmittel (Ergotropikum) ist in vielen Ländern (darunter in Deutschland) verboten.

## Biologische Bedeutung
6-Methyl-2-thiouracil ist an der Synthese von Thiamin (Vitamin B1) beteiligt und hat eine Schlüsselfunktion als Vorläufer bei der Biosynthese dieses Coenzyms. Durch seine Beteiligung an dieser Biosynthese spielt sie eine Rolle im zellulären Stoffwechsel und in der Energieproduktion. Auf molekularer Ebene ist diese Verbindung an der Bildung der Thiazoleinheit von Thiamin beteiligt und trägt so zur Gesamtstruktur und Funktion des Coenzyms bei. Seine Wirkungsweise umfasst spezifische enzymatische Reaktionen und biochemische Prozesse, die zur Bildung von Thiaminpyrophosphat führen.

## Nachweis
Der Nachweis von 6-Methyl-2-thiouracil kann auf verschiedene Arten (zum Beispiel quantitativ mit der Grote-Reagenz) erfolgen.

## Regulierung
Über den Safe Drinking Water and Toxic Enforcement Act of 1986 besteht in Kalifornien seit 1. Oktober 1989 eine Kennzeichnungspflicht für Produkte, die Methylthiouracil enthalten.